# Florence Crawford
Pour les articles homonymes, voir Crawford.
Florence Crawford est une actrice américaine née le 7 avril 1880 à Pittsburgh en Pennsylvanie aux États-Unis, décédée le 15 mars 1954 à Los Angeles (États-Unis).

## Filmographie
- 1913 : The Lady Killer
- 1914 : Sorority Initiation
- 1914 : The Thief and the Book
- 1914 : It's a Bear!
- 1914 : His Punishment
- 1914 : A Pair of Cuffs
- 1914 : How Bill Squared It for His Boss
- 1914 : The Sheriff's Prisoner
- 1914 : The Stolen Oar
- 1914 : The Miner's Baby
- 1914 : The High Grader
- 1914 : Where the Mountains Meet
- 1914 : The Tardy Cannon Ball
- 1914 : Bad Man Mason
- 1914 : Out of the Deputy's Hands
- 1914 : The Miner's Peril
- 1914 : The Hidden Message
- 1914 : They Never Knew
- 1914 : The Forest Thieves
- 1914 : Bill and Ethel at the Ball
- 1914 : A Lucky Disappointment
- 1915 : The Terror of the Mountains
- 1915 : After Twenty Years
- 1915 : The Express Messenger
- 1915 : The Beast Within : Mamie Rose
- 1915 : The Deputy's Chance That Won
- 1915 : Your Baby and Mine
- 1915 : Her Buried Past : Mrs. Madison
- 1915 : The Little Mother
- 1915 : The Job and the Jewels
- 1915 : Buried Treasure
- 1915 : Copper
- 1915 : Driven by Fate
- 1916 : The Man Inside : Yvette Deplau
- 1916 : The Path of Happiness : Doris Ingraham
- 1925 : The Scarlet West de John G. Adolfi : Mme Harper